# Gobernaciones del Imperio ruso
Una gobernación, gobierno o gubernia (en ruso: губерния; AFI: [gu'bʲɛrnʲɪjə]) (también referido en español como gubérniya) era la mayor subdivisión administrativa del Imperio ruso. Una gobernación estaba regida por un gobernador (en ruso: губернатор, gubernátor).

## Historia
Esta subdivisión se creó a partir del ukaz (edicto) del zar Pedro I de Rusia del 18 de diciembre de 1708, que dividió a Rusia en ocho gubernias. En 1719, las gubernias fueron subdivididas en provincias (провинции). Después de ello, en 1719 el número de gobernaciones aumentó a 23.
Por la reforma de 1775 hecha por Catalina la Grande, la subdivisión de las gobernaciones aumentó y éstas se dividieron en círculos (уезды: uyezd). Esta subdivisión se basaba en la cantidad de población, y el término "gubernia" fue reemplazado por su sinónimo de origen ruso naméstnichestvo (en ruso: наместничество), a veces traducido como "virreinato".
Por el ukaz del Senado ruso del 13 de diciembre de 1796, el estatus oficial de Gobernación General fue restablecido, y Rusia se volvió a dividir en gubernias, que se subdividieron en uyezds que, a su vez, se dividían en vólosts (волость). En algunos casos fueron establecidas "gobernaciones" especiales para territorios anexados a Rusia pero urgidos de administración más compleja: el Gran Ducado de Finlandia, el Turquestán Occidental y el Reino de Polonia, aunque este último fue dividido en diversas gubernias designadas como "Tierras del Vístula" tras la Levantamiento polaco de 1863. También había gubernias exclusivamente de tipo militar como Kronstadt y Vladivostok.
La subdivisión existió hasta la Revolución rusa de 1917. Tras de la Revolución de Febrero de 1917, el Gobierno Provisional Ruso renombró a las gubernias como comisarías gubernamentales. La Revolución de Octubre no cambió las divisiones administrativas, pero el aparato gubernamental fue sustituido por soviets gubernamentales (губернский совет).
Las divisiones territoriales de la Unión Soviética sufrieron muchos cambios, especialmente durante el periodo de 1918-1929 cuando la burocracia de la URSS pretendió fijar una organización administrativa del territorio según rasgos de productividad y de facilidad de comunicaciones, buscando un ordenamiento basado en racionalidad económica en el Plan GOELRÓ eliminar los "vestigios de derechos monárquicos del pasado". Finalmente, en 1929, el territorio de la URSS quedó dividido en nuevas unidades: óblast, ókrug y raión, aunque tomando como base a las antiguas "gubernias" si no había opción de reemplazarlas.
En los estados postsoviéticos sucesores de la URSS, como Ucrania, Bielorrusia, o la Rusia moderna, el término gubernia es obsoleto, aunque en Rusia el término gubernátor es usado todavía para gobernadores de óblasts o krais.

## Lista

Gobernaciones y provincias de Rusia en 1897.

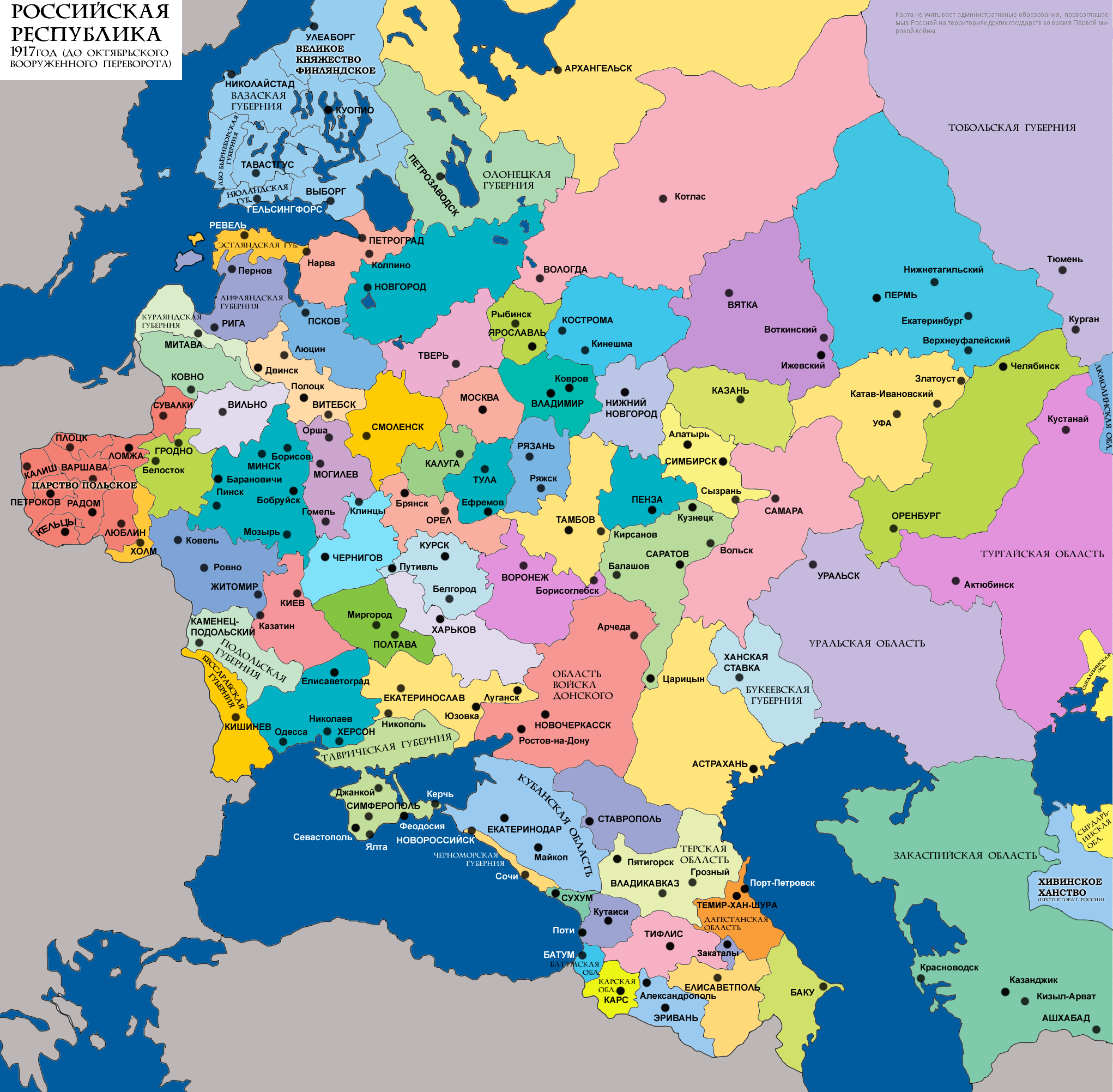
Gobernaciones y provincias de la Rusia europea en 1917.

- Gobernación de Arcángel
- Gobernación de Arjangelgorod
- Gobernación de Astracán
- Gobernación de Augustów
- Gobernación de Azov
- Gobernación de Bakú
- Gobernación de Besarabia
- Gobernación de Bélgorod
- Gobernación de Bielorrusia
- Gobernación del Cáucaso
- Gobernación de Chernígov
- Gobernación de Chernomore
- Gobernación de Cracovia
- Gobernación de Curlandia
- Gobernación de Derbent
- Gobernación de Elizavetpol
- Gobernación de Ereván
- Gobernación de Estonia
- Gobernación de las Estepas
- Gobernación de Georgia
- Gobernación de Georgia-Imericia
- Gobernación de Grodno
- Gobernación de Irkutsk
- Gobernación de Járkov
- Gobernación de Jersón
- Gobernación de Kalisz
- Gobernación de Kaluga
- Gobernación de Kazán
- Gobernación de Kaunas
- Gobernación de Kholm
- Gobernación de Kielce
- Gobernación de Kiev
- Gobernación de Kostromá
- Gobernación de Kuopio
- Gobernación de Kursk
- Gobernación de Kutaisi
- Gobernación de Lituania
- Gobernación de Livonia
- Gobernación de Łomża
- Gobernación de Lublin
- Gobernación de Mazovia
- Gobernación de Minsk
- Gobernación de Maguilov
- Gobernación de Mikkeli
- Gobernación de Moscú
- Gobernación de Nizhni Nóvgorod
- Gobernación de Nueva Rusia
- Gobernación de Nóvgorod
- Gobernación de Nyland
- Gobernación de Olónets
- Gobernación de Oremburgo
- Gobernación de Oriol
- Gobernación de Penza
- Gobernación de Perm
- Gobernación de Piotrków
- Gobernación de Płock
- Gobernación de Podlaquia
- Gobernación de Podolia
- Gobernación de Poltava
- Gobernación de Polotsk
- Gobernación de Pskov
- Gobernación de Radom
- Gobernación de Riazán
- Gobernación de Rusia Menor
- Gobernación de San Petersburgo
- Gobernación de Sakartvelo
- Gobernación de Samara
- Gobernación de Sandomierz
- Gobernación de Sarátov
- Gobernación de Shemaka
- Gobernación de Siberia
- Gobernación de Siedlce
- Gobernación de Simbirsk
- Gobernación de Smolensk
- Gobernación de Stávropol
- Gobernación de Suwałki
- Gobernación de Tambov
- Gobernación de Táurida
- Gobernación de Tavastehus
- Gobernación de Tiflis
- Gobernación de Tobolsk
- Gobernación de Tomsk
- Gobernación de Tula
- Gobernación de Turku y Pori
- Gobernación de Tver
- Gobernación de Ufá
- Gobernación de Uleaborg
- Gobernación de Vaasa
- Gobernación de Varsovia
- Gobernación de Viatka
- Gobernación de Vilna
- Gobernación de Vítebsk
- Gobernación de Vladímir
- Gobernación de Vólogda
- Gobernación de Volinia
- Gobernación de Vorónezh
- Gobernación de Víborg
- Gobernación de Yaroslavl
- Gobernación de Yekaterinoslav
- Gobernación de Yeniseisk